# روسالیا (خواننده)
روسالیا ویلا توبیا (به انگلیسی: Rosalia Vila Tobella؛ زادهٔ ۲۵ سپتامبر ۱۹۹۲)که بیشتر به صورت تک‌نامی با نام روسالیا (به اسپانیایی: Rosalía) (اسپانیایی: [rosaˈli.a]، کاتالان: [ruzəˈli.ə]) شناخته می‌شود، خواننده-ترانه‌پرداز، تهیه‌کننده و موسیقی‌دان اسپانیایی می‌باشد.